# Luca Pizzini
Luca Pizzini (né le 8 avril 1989 à Vérone) est un nageur italien, spécialiste de la brasse.
Il mesure 1,85 m pour 76 kg et appartient au club sportif des Carabiniers. Son entraîneur est le Hongrois Tamás Gyertyánffy.
En 2005, il remporte 3 médailles d'or lors du Festival olympique de la jeunesse européenne, sur 100 m, 200 m brasse et 4 x 100 quatre nages.
Il est ensuite médaillé de bronze des Championnats d'Europe juniors sur 200 m brasse, en 2006 et en 2007. Médaillé de bronze des Jeux méditerranéens en 2009 sur 100 m brasse, il participe sans atteindre les finales aux Championnats du monde de la même année et rate les Championnats d'Europe de 2010, avec comme meilleur placement une 22e place. Il remporte ensuite le bronze lors des Universiades de 2013 sur 200 m brasse et termine 6e des Championnats d'Europe en 2014, toujours sur 200 m. En 2015, il est 6e de l'Universiade et 15e lors des Championnats du monde. En 2016, il remporte enfin une médaille majeure lors des Championnats d'Europe à Londres, en étant le dernier qualifié et en améliorant ce faisant son record personnel de 2 min 10 s 62 en 2 min 10 s 39.
En 2 min 9 s 91, il remporte le titre lors des Jeux méditerranéens de 2018 à Tarragone.